# Retroscena (film 1939)
Retroscena è un film del 1939 diretto da Alessandro Blasetti.

## Trama
Racconta la storia d'amore tra un baritono lirico e una pianista, inframmezzata dalla vendetta beffarda ai danni di un critico musicale che aveva in precedenza stroncato il baritono.
Il cantante si presenta sotto mentite spoglie, nell'opera successiva, ed ottiene un grandioso successo, il riconoscimento del suo vero valore e la mano dell'amata pianista.

## Genesi dell'opera
Il regista sostenne di aver girato questo film solo per rifarsi su un noto critico che aveva giudicato negativamente il suo precedente film, Ettore Fieramosca.

## Critica
Su Il Popolo d'Italia del 19 novembre 1939: «Retroscena impegna Blasetti in un insolito intreccio mondano e frivolo. Questo film colpisce in pieno, per così dire, il bersaglio su cui non puntava, cioè gli attori di contorno Camillo Pilotto, Giovanni Grasso e Ugo Ceseri».